# Dimorphocarpa wislizenii
Dimorphocarpa wislizenii là một loài thực vật có hoa trong họ Cải. Loài này được (Engelm.) Rollins mô tả khoa học đầu tiên năm 1979.